# Pożyczka
Pożyczka – potocznie operacja polegająca na udzieleniu przez osobę fizyczną lub instytucję określonej kwoty środków pieniężnych lub określonych przedmiotów do dyspozycji pożyczkobiorcy, na czas oznaczony lub nieoznaczony.

## Prawo polskie

### Miejsce uregulowań, charakterystyka umowy
Przepisy dotyczące umowy pożyczki regulowane są przez kodeks cywilny (art. 720–724 kc). Instytucje pożyczkowe udzielające pożyczek pieniężnych podlegają także regulacjom dotyczącym kredytu konsumenckiego.
Pożyczka jest umową nazwaną. Kształtuje i kreuje tzw. stosunki kredytowe, które polegają na odstąpieniu określonej wartości w pieniądzach lub towarach. Pożyczka jest umową konsensualną. Do jej zawarcia wystarczające są zgodne oświadczenia obydwu stron. Pożyczka, której kwota jest większa niż tysiąc złotych, wymaga zachowania formy dokumentowej. W innych sytuacjach złożenie oświadczenia woli może nastąpić w dowolnej formie. Pożyczka jest czynnością prawną dwustronnie zobowiązującą. Może być zarówno odpłatna (w sytuacji gdy zastrzeżono zwrot przedmiotu z odsetkami) albo nieodpłatna. Konsekwencją zawarcia umowy pożyczki jest przeniesienie na biorącego własności przedmiotu stanowiącego pożyczkę.

### Przedmiot pożyczki
Przedmiotem pożyczki mogą być pieniądze (gotówkowe albo bezgotówkowe) lub inne rzeczy, które oznaczone są co do gatunku według ilości, miary lub wagi. To, że przedmiotem tej umowy mogą być rzeczy, odróżnia ją od umowy kredytu. Pożyczka może być odpłatna lub nieodpłatna, zaś kredyt jest odpłatny. W przeciwieństwie do kredytu bankowego nie jest wymagane określenie celu na jaki pieniądze zostaną wydatkowane, ani naliczenie i pobranie odsetek. W przypadku, gdy okaże się, że otrzymane w ramach pożyczki przedmioty posiadają wady, osobą je udzielająca ma obowiązek naprawić wady, jakie wyrządził biorącemu przez to, iż pomimo że wiedział o wadach, nie zawiadomił go o ich istnieniu. Jedynym wyjątkiem jest sytuacja, gdy osoba pożyczająca wiedziała o wadach danych przedmiotów.

### Prawa i obowiązki stron
Z umowy pożyczki wynika obowiązek pożyczkodawcy wydania biorącemu przedmiotu umowy. Umowa stron zwykle określa termin wydania. W przypadku gdy nie określa, świadczenie należy spełnić niezwłocznie po wezwaniu dłużnika od jego wykonania.
Osoba udzielająca pożyczki może odstąpić od umowy i odmówić wydania przedmiotu pożyczki, gdy zwrot pożyczki jest wątpliwy z uwagi na fakt złego stanu majątkowego drugiej strony. Pożyczkodawca nie może tak zrobić, jeżeli w chwili zawarcia umowy wiedział lub z łatwością mógł się dowiedzieć o złym stanie majątkowym pożyczkobiorcy. Odstąpienie od umowy ma moc wsteczną, czyli na tej podstawie następuje wygaśnięcie zobowiązania i przywrócenie stanu sprzed zawarcia umowy.
Roszczenie biorącego pożyczkę o wydanie przedmiotu pożyczki przedawnia się z upływem sześciu miesięcy od chwili, gdy przedmiot miał być wydany. Po tym czasie dający nie ma obowiązku wydania przedmiotu pożyczki. Jeżeli rzeczy otrzymane przez biorącego mają wady, dający pożyczkę jest obowiązany do naprawienia szkody, którą wyrządził biorącemu przez to, że wiedząc o wadach, nie zawiadomił go o nich. Tego przepisu nie stosuje się w wypadku, gdy biorący mógł z łatwością wadę zauważyć.
Pożyczkobiorca nie ma obowiązku odebrania przedmiotu pożyczki. Jego obowiązkiem jest jedynie zwrot przedmiotu pożyczki w umówionym terminie.

### Przedawnienie roszczeń
Zarówno roszczenie dającego pożyczkę o zwrot przedmiotu pożyczki, jak i roszczenie biorącego o jej wydanie, ulegają przedawnieniu w terminie 3 lat, ponieważ są to roszczenia majątkowe. Roszczenie biorącego pożyczkę o wydanie przedmiotu pożyczki przedawnia się z upływem sześciu miesięcy od chwili, kiedy przedmiot miał być wydany. Chwila wydania przedmiotu zazwyczaj jest określana w umowie pożyczki, w przeciwnym przypadku bieg terminu przedawnienia rozpoczyna się w dniu zawarcia umowy.

### Szczególne rodzaje pożyczek
Istnieją dwa szczególne rodzaje umowy pożyczki: bankowa i konsumencka. W przypadku pożyczki bankowej dodatkowo stosuje się przepisy prawa bankowego. Przedmiotem tej umowy mogą być wyłącznie pieniądze. Jest to umowa odpłatna – biorący zwraca określoną kwotę powiększoną o odsetki. Bank dający pożyczkę stosuje różne zabezpieczenia w spłatach oraz oprocentowania. Przy zawieraniu takich umów stosuje się ogólne warunki umów i regulaminów bankowych, co do których bank ma upoważnienie z mocy ustawy.
Pożyczka konsumencka to umowa, na mocy której przedsiębiorca w zakresie swojej działalności udziela lub daje przyrzeczenie udzielenia konsumentowi pożyczki w jakiejkolwiek postaci. Postanowienia ochronne obejmują pożyczki na kwotę w przedziale 500–80 tys. zł. Umowa powinna być zawarta w formie pisemnej, chyba że przepisy szczególne stanowią o innej formie. Przedsiębiorca kredytowy ma obowiązek niezwłocznie doręczyć konsumentowi egzemplarz umowy. Umowa powinna określać całkowity koszt pożyczki. Konsument może spłacić pożyczkę przed upływem terminu określonego w umowie. Termin dokonywania spłat powinien odpowiadać terminom określonym w umowie. Konsument może bez podania przyczyny odstąpić od umowy w terminie 14 dni od dnia zawarcia umowy. W przypadku braku informacji o tym uprawnieniu w chwili zawierania umowy konsument może odstąpić od umowy w terminie 10 dni od dnia otrzymania informacji o tym uprawnieniu, jednak nie później niż 3 miesiące od dnia zawarcia umowy. Jeżeli konsument nie zapłacił w umówionych terminach pełnych rat pożyczki za co najmniej dwa okresy płatności, pożyczkodawca może wypowiedzieć umowę po uprzednim wezwaniu konsumenta, w trybie określonym w umowie, do zapłaty zaległych rat lub ich części w terminie nie krótszym niż 7 dni od otrzymania wezwania pod rygorem wypowiedzenia umowy. Termin wypowiedzenia umowy nie może być krótszy niż 30 dni.